# Yevgeni Ushakov
Yevgeni Viktorovich Ushakov (tiếng Nga: Евгений Викторович Ушаков; sinh ngày 26 tháng 9 năm 1992) là một tiền vệ bóng đá người Nga. Anh thi đấu cho FC Fakel Voronezh.

## Sự nghiệp câu lạc bộ
Anh có màn ra mắt tại Russian Second Division cho FC Oryol vào ngày 16 tháng 7 năm 2012 trong trận đấu với FC Gubkin.